# Federico Gómez de Orozco
Federico Gómez de Orozco (Tlalpan, Distrito Federal, 1891- Tizapán, Distrito Federal, 1962) fue un historiador, bibliófilo, investigador y académico mexicano. Se especializó en el arte novohispano, en el estudio de los códices prehispánicos de Mesoamérica y manuscritos del siglo XVI.

## Semblanza biográfica
Fue amigo y compañero de Manuel Toussaint con quien participó en la fundación del Laboratorio de Arte de la Universidad Nacional Autónoma de México (UNAM) en 1935, que un año más tarde se convirtió en el Instituto de Investigaciones Estéticas, lugar en donde trabajó como investigador.
Impartió cátedra de Historia de la Nueva España en los siglos XVI y XVII, así como de Paleografía en la Facultad de Filosofía y Letras de la UNAM y en la Escuela de Antropología del Instituto Nacional de Antropología e Historia.
Fue miembro de la Sociedad Mexicana de Geografía y Estadística, de la Hispanic Society of America, de la Société des Americanistes y del Consejo Superior de Investigaciones Científicas. Fue nombrado miembro de número de la Academia Mexicana de la Historia el 3 de abril de 1930, tomó posesión del sillón 4 el 31 de agosto de 1932 con el discurso "Italianos conquistadores, exploradores y pobladores en el siglo XVI".  En 1948 fue nombrado Investigador Honorario del Instituto de Investigaciones Estéticas de la UNAM.
Llegó a formar una amplia colección de libros incunables, manuscritos, documentos pictográficos indígenas y un códice que lleva su nombre. Su colección se encuentra en la Biblioteca del Instituto Nacional de Antropología e Historia. Murió en Tizapán, Distrito Federal, en 1962.
Federico Gómez de Orozco, vendió en los Estados Unidos en 1946 el códice Huetamo manuscrito pictográfico fechado en 1542. El documento vendido por Gómez de Orozco fue rescatado en 1988 por Manuel Arango Arias, quien lo donó en 1996 a la Universidad Iberoamericana.</ref>

## Obras publicadas
Publicó notas, artículos de difusión, monografías, prólogos, bibliografías. Colaboró para las revistas Anales del Instituto de Investigaciones Estéticas, Revista de Estudios Históricos, Anales del Museo Nacional, Bibliófilos Mexicanos, entre sus libros se encuentran:
- Catálogo de la colección de manuscritos relativos a la historia de América, formada por don Joaquín García Icazbalceta, en 1927.
- Relaciones histórico-geográficas de Nueva España, en 1931.
- Códice de San Antonio Techialoyan. Estudio histórico y paleográfico, en 1933.
- Planos de la Ciudad de México. Siglos XVI y XVII. Estudio histórico urbanístico y bibliográfico, coautor con Manuel Toussaint y Justino Fernández en 1938.
- Huehuetlatolli, en 1939.
- Crónicas de Michoacán, en 1940.[nota 1]
- Decoración en los manuscritos hispanoamericanos primitivos, en 1940.
- Doña Marina: la dama de la conquista, en 1942.
- El convento franciscano de Cuernavaca: monografía histórica, en 1943.
- Las pinturas de Alonso de Villasana en el Santuario de los Remedios, en 1945.